# The Flaming Lips and Heady Fwends
The Flaming Lips and Heady Fwends – piętnasty album studyjny amerykańskiego zespołu rockowego the Flaming Lips, wydany 21 kwietnia 2012 roku. Został nagrany w latach 2011-2012.

## Lista utworów
1. "2012 (You Must Be Upgraded)" (feat. Kesha, Biz Markie & Hour of the Time Majesty 12) – 4:09
2. "Ashes in the Air" (feat. Bon Iver) – 6:13
3. "Helping the Retarded to Know God" (feat. Edward Sharpe and the Magnetic Zeros) – 7:03
4. "Supermoon Made Me Want to Pee" (feat. Prefuse 73) – 3:17
5. "Children of the Moon" (feat. Tame Impala) – 5:32
6. "That Ain't My Trip" (feat. Jim James) – 3:47
7. "You, Man? Human???" (feat. Nick Cave) – 3:34
8. "I'm Working at NASA on Acid" (feat. Lightning Bolt) – 7:59
9. "Do It!" (feat. Yoko Ono/Plastic Ono Band) – 3:28
10. "Is David Bowie Dying?" (feat. Neon Indian) – 6:36
11. "The First Time Ever I Saw Your Face" (feat. Erykah Badu) – 10:04
12. "Girl, You're So Weird" (feat. New Fumes) – 3:21

Wydanie CD
1. "Tasered and Maced" (feat. Aaron Behrens) – 2:43

Wydanie winylowe
1. "I Don't Want You to Die" (feat. Chris Martin) – 4:13